# Bajada del foso
Con el nombre de bajada del foso se designa una operación militar que se efectuaba en el último período del sitio industrial de una plaza, en cuanto el sitiador había llegado a coronar el camino cubierto y servía de preliminar para el asalto.
Los trabajos necesarios para ella se hacían, bien por medio de la mina (descenso subterráneo) o bien a la zapa, abriendo trincheras muy profundas y estrechas para facilitar la desenfilada (descenso descubierto); si estas trincheras se iban cubriendo con un blindaje de fajinas y tierra a medida que se adelantaban hacia la plaza, el descenso se llamaba blindado. Todo esto puede decirse que pertenece ya a otra época, siendo dudoso que en los sitios futuros haya que efectuar tales trabajos, pues los progresos de la artillería han simplificado notablemente los últimos períodos del ataque a plazas.